# Austria ai Giochi della II Olimpiade
L'Austria partecipò ai Giochi della II Olimpiade che si svolsero a Parigi, Francia dal 14 maggio al 28 ottobre 1900. Nonostante all'epoca l'Austria fosse parte dell'impero austro-ungarico, i suoi risultati vengono considerati separatamente.
In tutto parteciparono 16 atleti austriaci in 4 diverse discipline.

## Medaglie

### Medagliere per discipline
| Sport   | Oro | Argento | Bronzo | Totale |
| ------- | --- | ------- | ------ | ------ |
| Nuoto   | 0   | 3       | 1      | 4      |
| Scherma | 0   | 0       | 2      | 2      |
| Totale  | 0   | 3       | 3      | 6      |

### Medaglie d'argento
| Medaglia | Nome        | Sport | Evento                  |
| -------- | ----------- | ----- | ----------------------- |
| Argento  | Karl Ruberl | Nuoto | 200 metri dorso         |
| Argento  | Otto Wahle  | Nuoto | 1000 metri stile libero |
| Argento  | Otto Wahle  | Nuoto | 200 metri ostacoli      |

### Medaglie di bronzo
| Medaglia | Nome             | Sport   | Evento                 |
| -------- | ---------------- | ------- | ---------------------- |
| Bronzo   | Karl Ruberl      | Nuoto   | 200 metri stile libero |
| Bronzo   | Siegfried Flesch | Scherma | Sciabola individuale   |
| Bronzo   | Milan Neralić    | Scherma | Sciabola per mestri    |

## Delegazione
| Sport            | Uomini | Donne | Totale |
| ---------------- | ------ | ----- | ------ |
| Atletica leggera | 2      | 0     | 2      |
| Equitazione      | 2      | 0     | 2      |
| Nuoto            | 4      | 0     | 4      |
| Scherma          | 7      | 0     | 8      |
| Totale           | 16     | 0     | 16     |

## Risultati

### Atletica leggera
Eventi su pista e strada
| Atleta            | Evento       | Finale      | Finale    |
| Atleta            | Evento       | Risultato   | Posizione |
| ----------------- | ------------ | ----------- | --------- |
| Hermann Wraschtil | 1500 m piani | sconosciuto | 6°        |
| Hermann Wraschtil | 2500 m siepi | sconosciuto | 5°        |

Eventi su campo
| Atleta                   | Evento           | Finale      | Finale      |
| Atleta                   | Evento           | Risultato   | Posizione   |
| ------------------------ | ---------------- | ----------- | ----------- |
| Cornelius von Lubowiecki | Lancio del disco | sconosciuto | sconosciuto |

### Equitazione
| Atleta            | Evento           | Finale      | Finale    |
| Atleta            | Evento           | Risultato   | Posizione |
| ----------------- | ---------------- | ----------- | --------- |
| Georges de Zogheb | Carrozza         | sconosciuto | 5°-31°    |
| Hermann Mandl     | Salto            | sconosciuto | 4°-37°    |
| Hermann Mandl     | Salto in alto    | sconosciuto | 5°        |
| Hermann Mandl     | Salto in lungo   | sconosciuto | 6°        |
| Hermann Mandl     | Chevaux de Selle | sconosciuto | 5°-31°    |
| Hermann Mandl     | Carrozza         | sconosciuto | 5°-31°    |

### Nuoto
| Evento         | Posizione | Nuotatore     | Semifinale                 | Finale  |
| -------------- | --------- | ------------- | -------------------------- | ------- |
|                |           |               |                            |         |
| 200 m sl       | 3°        | Karl Ruberl   | 2'22"6 1°, semifinale 5    | 2'32"0  |
| 200 m sl       | 10°       | Otto Wahle    | 2'35"6 1°, semifinale 1    | DNS     |
|                |           |               |                            |         |
| 1000 m sl      | 2°        | Otto Wahle    | 15'27"0 2°, semifinale 3   | 14'43"6 |
|                |           |               |                            |         |
| 4000 m sl      | 8°        | Alois Anderle | 1h26'25"6 4°, semifinale 1 | DNF     |
|                |           |               |                            |         |
| 200 m dorso    | 2°        | Karl Ruberl   | 2'56"0 1°, semifinale 3    | 2'56"0  |
|                |           |               |                            |         |
| 200 m ostacoli | 2°        | Otto Wahle    | 2'56"0 1°, semifinale 2    | 2'40"0  |
| 200 m ostacoli | 4°        | Karl Ruberl   | 3'06"0 2°, semifinale 1    | 2'51"2  |
|                |           |               |                            |         |

| Evento          | Posizione | Nuotatore     | Secondi | Metri | Punteggio |
| --------------- | --------- | ------------- | ------- | ----- | --------- |
|                 |           |               |         |       |           |
| Nuoto subacqueo | 13°       | Alois Anderle | 22"4    | 23,50 | 69,4      |
|                 |           |               |         |       |           |

### Scherma
| Evento               | Posizione | Schermidore         | Primo turno     | Quarti          | Ripescaggio | Semifinale          | Finale |
| -------------------- | --------- | ------------------- | --------------- | --------------- | ----------- | ------------------- | ------ |
|                      |           |                     |                 |                 |             |                     |        |
| Fioretto individuale | 8°        | Rudolf Brosch       | Qualificato     | Al ripescaggio  | Qualificato | 4°, semifinale A    | 8°     |
| Fioretto individuale | 25°-34°   | van der Stoppen     | Qualificato     | Non qualificato |             |                     |        |
| Fioretto individuale | 38°-54°   | Heinrich Rischtoff  | Non qualificato |                 |             |                     |        |
|                      |           |                     |                 |                 |             |                     |        |
| Sciabola individuale | 3°        | Siegfried Flesch    | 1°-4° nel pool  |                 |             | 3°, semifinale A    | 3°     |
| Sciabola individuale | 7°        | Heinrich von Tenner | 1°-4° nel pool  |                 |             | 2°, semifinale B    | 7°     |
| Sciabola individuale | 8°        | Camillo Müller      | 1°-4° nel pool  |                 |             | 2°, semifinale A    | 8°     |
| Sciabola individuale | 9°-16°    | Harstein            | 1°-4° nel pool  |                 |             | 5°-8°, semifinale A |        |
|                      |           |                     |                 |                 |             |                     |        |
| Sciabola per maestri | 3°        | Milan Neralić       | 1°-4° nel pool  |                 |             | 4°, semifinale A    | 3°     |
| Sciabola per maestri | 9°-10°    | Horvath             | 1°-4° nel pool  |                 |             | 5°, semifinale A    |        |
|                      |           |                     |                 |                 |             |                     |        |